# Liste der Präsidenten Siziliens

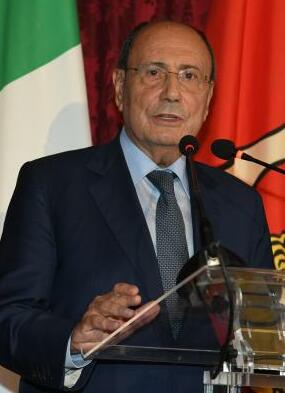
Renato Schifani, Präsident seit 2022

Diese Seite listet die Präsidenten der Region Sizilien seit dem Zweiten Weltkrieg auf.
Nachdem das Sonderstatut der autonomen Region Sizilien am 15. Mai 1946 von König Umberto II. unterzeichnet worden war, wurde 1947 die erste Regionalversammlung Siziliens gewählt. Von 1947 bis 2000 wurde der Regionalpräsident (Presidente regionale) durch die Regionalversammlung gewählt. 2001 wurde die Direktwahl durch die Bevölkerung eingeführt und die Amtsbezeichnung in „Präsident der Region“ (Presidente della Regione) geändert.

## Präsidenten der Giunta regionale
- Giuseppe Alessi (1947–1949)
- Franco Restivo (1949–1955)
- Giuseppe Alessi (1955–1956)
- Giuseppe La Loggia (1956–1958)
- Silvio Milazzo (1958–1960)
- Benedetto Majorana della Nicchiara (1960–1961)
- Salvatore Corallo (1961)
- Giuseppe D'Angelo (1961–1964)
- Francesco Coniglio (1964–1967)
- Vincenzo Giummarra (1967)
- Vincenzo Carollo (1967–1969)
- Mario Fasino (1969–1972)
- Vincenzo Giummarra (1972–1974)
- Angelo Bonfiglio (1974–1978)
- Piersanti Mattarella (1978–1980, ermordet)
  - Gaetano Giuliano (damaliger Vizepräsident, kommissarischer Präsident nach der Ermordung Matarellas)
- Mario D'Acquisto (1980–1982)
- Calogero Lo Giudice (1982–1983)
- Santi Nicita (1983–1984)
- Modesto Sardo (1984–1985)
- Rino Nicolosi (1985–1991)
- Vincenzo Leanza (1991–1992)
- Giuseppe Campione (1992–1993)
- Francesco Martino (1993–1995)
- Matteo Graziano (1995–1996)
- Giuseppe Provenzano (1996–1998)
- Giuseppe Drago (1998)
- Angelo Capodicasa (1998–2000)
- Vincenzo Leanza (2000–2001)

## Präsidenten der Region
- Salvatore Cuffaro (17. Juli 2001 – 26. Januar 2008, zurückgetreten)
- Nicola Leanza (damaliger Vizepräsident, kommissarischer Präsident nach dem Rücktritt Cuffaros)
- Raffaele Lombardo (14. April 2008 bis Anfang August 2012, zurückgetreten)
- Rosario Crocetta (Oktober 2012 – November 2017)
- Sebastiano Musumeci (November 2017 - September 2022)
- Renato Schifani (September 2022 - )